# Evangelisches Heidehof-Gymnasium Stuttgart
Das Evangelische Heidehof-Gymnasium ist eine staatlich anerkannte Schule in freier Trägerschaft im Stuttgarter Stadtbezirk Stuttgart-Ost, Gänsheide. Träger ist die Evangelische Schulstiftung Stuttgart.

## Geschichte
Das heutige Evangelische Heidehof-Gymnasium geht zurück auf die Gründung einer Reformschule Heidehof durch Eugen Henschen im Jahr 1908 als „Freiluft-, Garten- und Waldschule“ im damaligen Haus in der Heidehofstraße 7 auf der Stuttgarter Gänsheide, in Stuttgarter Halbhöhenlage. Im Jahr 1912 konnten neue Gebäude am heutigen Standort in der Heidehofstraße 49 und 50 bezogen werden. Zum Reformkonzept der Schule gehörte es nach Henschen, „die kindlichen Nerven (zu) schonen, die das moderne Leben mit seinen Aufregungen und Überreizungen bedroht“.
Zur „Evangelischen Schule“ wurde die Reformschule Heidehof im Jahr 1932; Grundstück und Gebäude wurden von der Schulstiftung „Evangelisches Töchterinstitut“ gekauft. Im Jahr 1937 ging die Schule im Zuge der „Vereinheitlichung des nationalsozialistischen Erziehungswesens“ an die Stadt über; die Schulstiftung wurde aufgelöst, die Heidehof-Schule in Uhlandoberschule umbenannt und in die Gebäude der Waldorfschule auf der Uhlandshöhe ausquartiert.
Zwei Jahre nach Kriegsende gründeten die Evangelische Landeskirche in Württemberg und die Evangelische Gesamtkirchengemeinde Stuttgart die Schulstiftung neu und beschlossen 1948, die Heidehofschule (seitdem unter dem Namen Evangelisches Heidehof-Gymnasium) wieder aufzubauen – allein für Mädchen. Der Unterricht begann sogleich in der Wagenburgoberschule, der Mörikeoberschule und im evangelischen Gemeindehaus der Petruskirche. 1952 war der Wiederaufbau abgeschlossen. Die Oberstufe wurde 1958 staatlich anerkannt. Die Schulhäuser wurden 1962/1965 nochmals umgebaut, um eine Aula erweitert, und das Schülertagheim eingerichtet. Letzteres dient bis heute Schülern der Klassen 5 bis 7, die nach dem Mittagessen in kleinen Gruppen bis 17:00 Uhr eine betreute Spiel- und Arbeitszeit verbringen. Aufgrund von starken Nachfragen wurde im Jahr 1966 eine Dependance im Stuttgarter Stadtteil Sillenbuch mit je einer Klasse 5, 6, 7 und 8 eröffnet und bis ins Jahr 2004 so geführt. Gemeinsamer Unterricht für Jungen und Mädchen wurde 1979 eingeführt, und seit 1996 ist die Gesamtkirchengemeinde Stuttgart alleinige Trägerin von Schulstiftung und Gymnasium.
In den Jahren 2002 bis 2004 wurde die Schule grundlegend renoviert und umgebaut. Ein Neubau wurde errichtet, der nach Auflösung der Dependance in Sillenbuch die vier Klassen aufgenommen hat; die naturwissenschaftlichen Fachräume wurden durch eine umfassende Sanierung der bestehenden Gebäude auf ein zukunftsweisendes Niveau gebracht: an der experimentellen Praxis naturwissenschaftlichen Arbeitens orientierter Unterricht ist seit 2004 in sechs Fachräumen möglich; Laborarbeitsplätze wurden geschaffen.
Schulleiter von 2002 bis 2024 war Pfarrer Dr. Berthold Lannert; seit 1. August 2024 ist Dr. Johannes Wahl Schulleiter des Evangelischen Heidehof-Gymnasiums.

## Besonderheiten
Zu den konzeptionellen Besonderheiten zählt die „ganzheitliche Erziehung“, die den sozialen, religiösen und musisch-ästhetischen Bereich einbezieht. In den Klassen 11 (im achtjährigen Gymnasium in den Klassen 10) wird ein Sozialpraktikum am Ende des Schuljahres absolviert. Es gibt Arbeitsgemeinschaften in Musik, Werken, Sport, Chemie, Informatik und Umwelt, ein praktisches Fach in den Klassen 7 und 8 und einen Schulpsychologischen Dienst.
Zu den Besonderheiten am Evangelischen Heidehof-Gymnasium zählt die wöchentliche Andacht, mit der jeden Montag um 7:55 Uhr der Beginn der Schulwoche eingeläutet wird. Dazu kommen die Gottesdienste zu den christlichen Jahresfesten, zum Schuljahresanfang und Schuljahresende und zur Verabschiedung der Abiturienten.
Weitere Besonderheiten sind die Mitarbeit einer Schulpsychologin (seit 1978) und seit dem Jahr 2023 die Mitarbeit einer Schulsozialarbeiterin.

## Persönlichkeiten

### Bekannte Lehrer
- Gustav Oertle (1892–1986)
- Moritz Heger (* 1971)
- Peter Jungwirth (* 1987)
- Johannes Graf Adelmann (* 1957)
- Werner Kast, (* 1938), Lehrer am Heidehof-Gymnasium ab 1965, Schulleiter von 1978 bis 2002

### Bekannte Schüler
- Ursula Pixa-Kettner (1948–2013), Psychologin, Erziehungswissenschaftlerin und Hochschullehrerin (Abitur 1967)
- Sibylle Lewitscharoff (1954–2023), Schriftstellerin[2]